# Kapitalstruktur
En virksomheds kapitalstruktur (også kaldet finansieringsstruktur) er forholdet mellem virksomhedens egenkapital og dens gæld (fremmedkapital). Kapitalstrukturen kan aflæses af virksomhedens balance. Gælden opdeles ofte i kortfristet og langfristet gæld. Kortfristet gæld er eksempelvis kasse- og varekredit, mens langfristet gæld kan være prioritetsgæld. Egenkapitalen eller selvfinansieringen kan opdeles i investorernes oprindelige indskudskapital og senere indtjente midler (opsparet overskud i virksomheden).
Finansieringsstrukturen kan analyseres ved hjælp af forskellige finansielle nøgletal. Eksempelvis er en virksomheds soliditet lig med forholdet mellem dens egenkapital og samlede kapital.

## Modigliani-Miller-teoremet
Modigliani-Miller-teoremet, fremsat af de senere Nobelpristagere Franco Modigliani og Merton Miller i 1958, udgør grundlaget for den moderne økonomiske tænkning om kapitalstrukturen. Teoremet beskriver, under hvilke omstændigheder værdien af en virksomhed vil være uafhængig af, om den finansieres ved egen- eller ved fremmedkapital. Der skal dog ret skrappe restriktioner til for, at værdien ikke påvirkes af finansieringsstrukturen, såsom markeder med fuldkommen konkurrence, fravær af skatter og transaktionsomkostninger og ingen asymmetrisk information.